# Storia dell'Anatolia
Storicamente l'Anatolia si identifica con la parte più a ovest dell'Asia occidentale. Include due terzi della moderna Turchia, dalle coste del mar Egeo a ovest e del mar Nero a nord, alle montagne sul confine armeno a est e la catena montuosa del Tauro a sud.
I reperti più antichi localizzati in Anatolia si trovano sia al centro che a oriente della regione. Anche se le origini dei popoli più antichi è ancora del tutto sconosciuta, i resti delle culture degli Hatti, degli Accadi, degli Assiri e degli Ittiti forniscono molti esempi della vita quotidiana. Dopo la caduta degli ittiti, i nuovi stati di Frigia e Lidia vissero, insieme alla Grecia, una rinascita culturale, in parte frenata solo dal predominio persiano. Infatti, sotto il loro controllo, numerose città portuali della Frigia e della Lidia continuarono a crescere e a prosperare. Di tanto in tanto i loro governatori tentarono di ribellarsi, senza comunque costituire reale minaccia. Alessandro Magno infine, dopo diverse battaglie e vittorie sull'esercito persiano di Dario III, strappò il controllo dell'intera regione alla Persia. In seguito alla sua morte, il grande impero da lui conquistato venne diviso tra i suoi fidi generali, che sopravvissero sotto la costante minaccia delle invasioni dei Galati e degli altri regni, come il regno di Pergamo, il regno del Ponto e il regno d'Egitto. Alla fine l'impero seleucida, il più grande dei territori generati dalla spartizione dell'impero di Alessandro, suscitò l'interesse romano in Anatolia, che, una volta conquistata, adottò una politica di cessione e frammentazione del suo territorio, in funzione di scelte politiche ed economiche. Il controllo dell'Anatolia era rafforzato da una politica di 'non interferenza' da parte dei Romani, politica che permise un blando controllo locale, di fatto un governo effettivo, con protezione militare. Durante il regno di Costantino il Grande, vide il formarsi dell'Impero Bizantino, la cui capitale venne trasferita a Costantinopoli. Inizialmente l'impero godette di una diffusa prosperità, dovuta sia alla propria ricchezza che alle singole capacità dei governanti, ma presto si trovò a vivere un periodo di decadenza, mentre si assisteva alla lenta ed inesorabile avanzata dei mongoli e di altri popoli dell'asia centrale, soprattutto popoli turchi. Le armate dei Selgiuchidi e dei Mongoli ridussero l'influenza bizantina sia sui territori che il commercio in Anatolia, sostituendosi in modo graduale nei suoi centri vitali. La massima potenza dell'impero Ottomano, infine diede il colpo di grazia all'impero bizantino, quando il sultano Mehmet II conquistò Costantinopoli nel 1453.
Con il passare del tempo l'impero ottomano consentì la coesistenza di diverse religioni, sfruttandone la loro diffusione per allargare il dominio su altri territori, dal Nord Africa all'Europa oltre la Tracia. Le guerre contro la Russia e contro altri popoli in rivolta impedirono agli ottomani di espandersi ulteriormente. Anche questo impero visse un lungo periodo di decadenza, dovuto principalmente ad un'inefficiente capacità di governo. In tale periodo persino il corpo dei giannizzeri, corpo d'armata ottomano di punta, fu sciolto dopo un tentativo di rivolta. Per frenare il declino, l'élite tentò di realizzare riforme adeguate per migliorare l'economia, ma furono controproducenti. Inoltre tasse eccessive e l'arruolamento di leva non consentirono all'impero di uno sviluppo del commercio. Durante la prima guerra mondiale l'impero ottomano si schierò a fianco della Germania e dell'Austria. Dopo la disfatta nella guerra, l'impero venne suddiviso e limitato all'Anatolia, ma la mire greche nella regione causarono nuove tensioni che degenerarono in una nuova guerra, conclusasi la quale Mustafa Kemal Atatürk poté far confluire l'Anatolia all'interno della nuova Repubblica di Turchia, sconfiggendo i greci e abolendo per sempre nel 1922 l'impero ottomano.

## Neolitico
A causa della sua posizione strategica fra Asia e l'Europa, l'Anatolia fu, fin dai tempi preistorici, il centro di molte civiltà. Tra gli insediamenti neolitici troviamo: Göbekli Tepe, Karahan Tepe, Çayönü, Nevalı Çori, Sayburç, Sefer Tepe, Yenimahalle, Hallan Çemi, Ayanlar Höyük, Çatalhöyük, Mersin, Hagilar e Gian Hasan.

## Età del bronzo

### Antica età del bronzo
Il tardo IV millennio a.C vide il fiorire in Anatolia della cultura transcaucasica di Kura-Araxes, principalmente attraverso la diffusione della tecnologia metallurgica del bronzo. Nel 2500 a.C. si sviluppò, in Anatolia centrale, il popolo non indoeuropeo degli Hatti, di cui però si sa molto poco non essendo rimaste a noi fonti scritte. La regione, nel 2300 a.C. circa, entrò nella sfera di influenza di Sargon, sovrano dell'Impero Accadico. Grazie all'introduzione della ruota del vasaio, venne avviata una produzione manifatturiera in serie che assunse pregevoli livelli nella lavorazione dei metalli, dei preziosi e dei vasi. Diverse testimonianze archeologiche dimostrano che l'interesse di Akkad nella regione consisteva nell'esportazione di materiali per l'industria manifatturiera. L'impero accadico, in Mesopotamia, soffrì, con il tempo, sia di potenti mutamenti climatici, di riduzione di manodopera disponibile e conseguente riduzione dei commerci. Questa serie di eventi fu la causa, attorno al 2150 a.C., del tracollo dell'impero accadico, per mano dei Gutei.

### Media età del bronzo
L'antico impero assiro rivendicò le risorse dei Gutei dopo che vennero sconfitti, particolarmente le miniere d'argento. Uno dei numerosi documenti cuneiformi assiri ritrovati a Kanesh in Anatolia mostra l'uso di progredito sistema di computazione commerciale che comprendeva anche linee di credito.
Verso la fine della metà dell'età del Bronzo, XVI secolo a.C., attraverso la conquista di Hattusa da parte di Hattusili I. L'età del bronzo, attraverso il ritrovamento di numerosi reperti archeologici a Cnosso, influenzò a Creta il fiorire della civiltà minoica. Una delle caratteristiche peculiari del periodo fu la comparsa della ceramica dipinta, dei sigilli a timbro e delle statuette in bronzo.

### Tarda età del bronzo

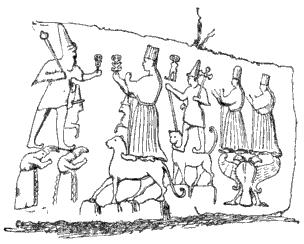
Un disegno di un'antica incisione cuneiforme raffigurante una processione di ittiti a Boğazkale, Turchia.

L'impero ittita raggiunse il suo apice culturale nel XIV secolo a.C., grazie al dominio su territori che comprendevano l'Anatolia centrale, la Siria nord-occidentale fino a Ugarit, e la Mesopotamia del nord. Il regno di Kizzuwatna, situato a quei tempi nell'Anatolia meridionale, controllava la regione che separava la capitale ittita di Hatti dalla Siria, quindi manteneva un certo controllo delle rotte commerciali. La pace era mantenuta grazie ad accordi bilaterali fra gli imperi attraverso trattati che ne stabilivano i confini. Fu soltanto durante il regno del re Ittita Suppiluliuma che Kizzuwatna prese pienamente il controllo, sebbene gli Ittiti ancora preservassero la loro identità culturale a Kummanni e a Lazawantiya, a nord della Cilicia.
Dopo il 1180 a.C., in mezzo alla generale agitazione nel Levante Orientale, associata con l'improvviso arrivo dei Popoli del Mare, l'impero si disintegrò in diverse città-stato indipendenti "neo-ittite", alcune delle quali sopravvissero fino al tardo VIII secolo a.C. La storia della civiltà ittita è conosciuta principalmente dai testi in caratteri cuneiformi ritrovati nell'area dell'impero, e dalla corrispondenza diplomatica e commerciale scoperta in diversi archivi, sia in Egitto sia in Medio Oriente.

## Antica età del ferro

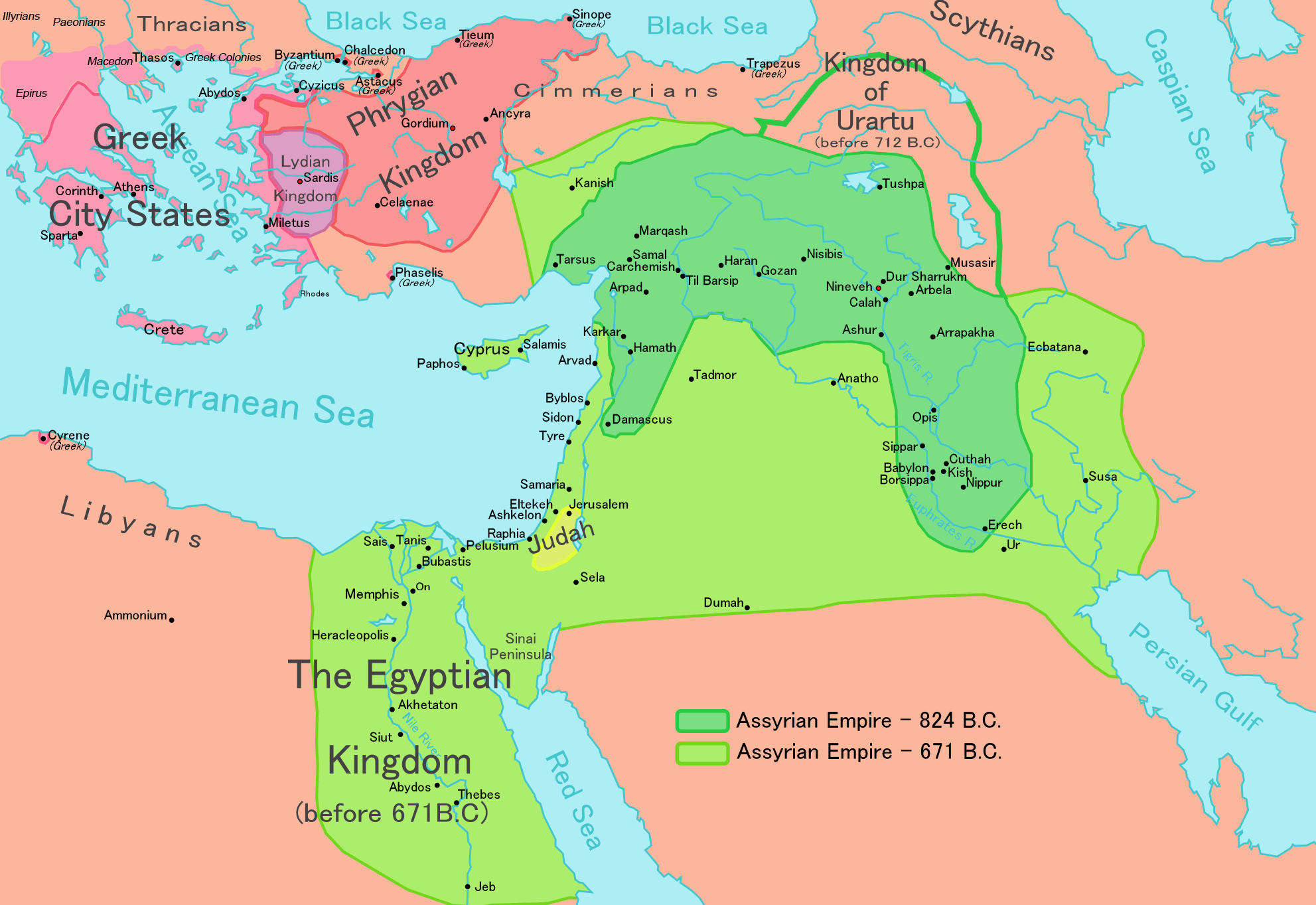
Frigia al culmine del suo potere e Assiria, IX-VII secolo a.C.

Durante il XII secolo a.C., dopo la frammentazione dell'Impero Ittita, venne a formarsi il regno della Frigia, indipendente fino al VII secolo a.C. Probabilmente provenienti dalla regione della Tracia, i frigi stabilirono la loro capitale a Gordio Noti agli Assiri come regno dei Mushki, presso il popolo frigio un governo centrale era del tutto assente, anche se avevano comunque progettato e costruito un'estesa rete stradale. Mantenevano inoltre anche degli aspetti culturali ittiti, adattandoli nel tempo.
Avvolto nel mito e nella leggenda, diffusi dagli antichi scrittori greci e romani, è Re Mida, l'ultimo re del regno di Frigia. Il mito che lo circonda ruota attorno alla sua straordinaria capacità di mutare gli oggetti in oro con il solo tocco e al suo sciagurato incontro con Apollo il quale gli tramuta le orecchie in quelle di un asino. La documentazione storica mostra che visse approssimativamente tra il 740 e il 696 a.C., ed era considerato un grande re. Secondo i resoconti assiri, la maggior parte degli storici lo chiamavano Re Mita dei Mushki. Gli assiri lo consideravano come un pericoloso nemico, e Sargon II, governatore Assiro, fu soddisfatto, nel 709 a.C. nel negoziare un trattato di pace. Questo non ebbe effetto sui Cimmeri che avanzarono riversandosi nella Frigia, conquista che si concluse nel 696 a.C., con la disfatta e il suicidio di Re Mida.

## Antichità classica

### Meonia e il regno lidio

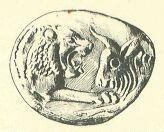
Un elettro del regno di Creso, raffigurante un leone e un toro. La Lidia fu la prima vera civiltà conosciuta che coniava monete.

Gli eventi storici più importanti in Anatolia Occidentale, iniziati intorno al 1300 a.C., avvennero in Lidia, o Meonia come veniva chiamata prima del 687 a.C. La storia inizia con la dinastia Atyad, la prima che si formò intorno al 1300 a.C. La dinastia successiva, quella degli Eraclidi, la governò dal 1185 a.C. al 687 a.C. nonostante una crescente presenza greca lungo le coste mediterranee. L'importanza degli eraclidi venne meno, quando sorsero le prime città greche come, Smirne, Colofone, ed Efeso. L'ultimo re frigio, Candaule venne assassinato dal suo amico e portatore di lancia, Gige, che lo usurpò al trono. Gige ingaggiò una guerra contro i greci, e presto di fronte ai Cimmeri iniziò a depredare, insieme al regno, le città isolate. Fu questa ondata di attacchi che condusse all'incorporazione della Frigia da parte della Lidia e della sua capitale Gordio. Gli attacchi delle truppe dei Cimmeri terminarono fino al dominio dei re Sadiatte e Aliatte II, deceduti attorno al 560 a.C. Sotto il regno dell'ultimo re Lidio, Creso, la Persia venne invasa attraverso il primo scontro, con la battaglia di Pteria, battaglia che terminò senza vincitori. Procedendo verso l'interno dei territori persiani, Creso venne completamente sconfitto nel 546 a.C. nella battaglia di Thymbra per mano del persiano Ciro II.

### Impero achemenide
Nel 550 a.C., l'Impero dei Medi nell'Anatolia orientale, durato appena un centinaio d'anni, venne improvvisamente lacerato da una ribellione. Creso re della Lidia, decise di attaccare il re di Persia, Ciro il Grande. Alla fine venne respinto dai persiani, e Ciro, per rappresaglia bruciò Sardi, capitale della Lidia, e assumendone, nel 546 a.C., il controllo.
Ciononostante il rimanente regno della Ionia e molte città della Lidia si rifiutarono di cedere alla dominazione persiana, preparandosi alla difesa, resistendo e chiedendo aiuto a Sparta, aiuto che non giunse mai. Così, alla fine tra gli Ionii, ci fu chi fuggì, come i cittadini di Focea verso la Corsica o quelli di Teos ad Abdera in Tracia, mentre altri si sottomisero alla dominazione persiana.

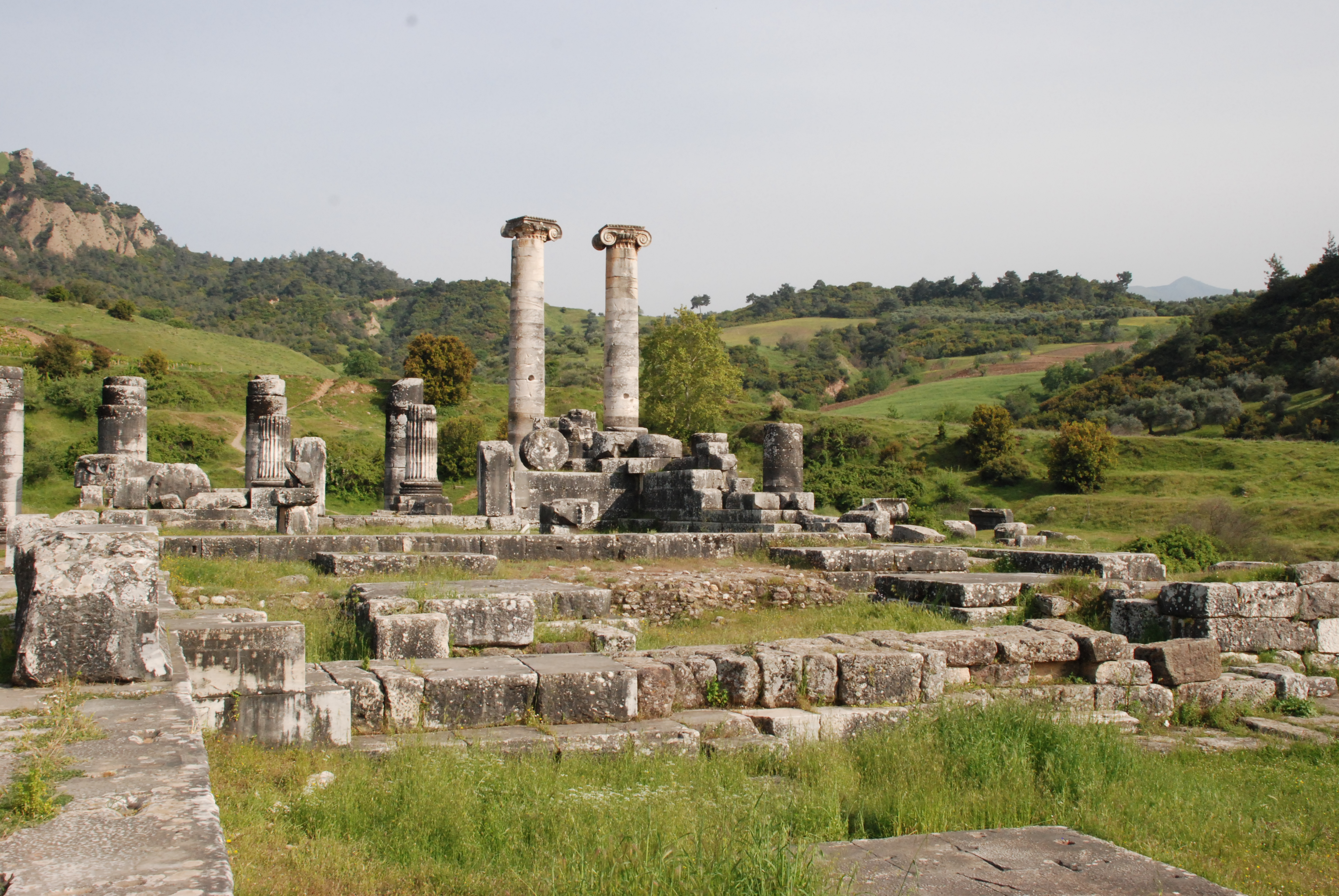
Il sito archeologico di Sardi, oggi noto come Sart, in Turchia.

L'Impero persiano achemenide, fondato da Ciro il Grande, continuava così la sua espansione sotto il re di Persia Dario il Grande, dove veniva utilizzato il sistema della satrapia, una modalità di governo locale in continuo miglioramento. Una rivolta a Naxos nel 502 a.C. spinse Aristagora di Mileto a promettere parte della ricchezze dell'isola ad Artaferne, satrapo di Lidia, in cambio del suo aiuto nel sopprimere la rivolta. Ma l'incapacità di Aristagora nel mantenere la sua promessa spinse gli Ioni a rivoltarsi. Questa rivolta, nota come la rivolta ionica, si estese attraverso l'Anatolia, e, con l'aiuto degli ateniesi, Aristagora resistette, nonostante la sconfitta nella battaglia di Efeso. L'incendio della città di Sardi nel 498 a.C. rese furioso Dario che giurò a tutti i costi una rivincita su Atene. Questa promessa si abbatté su Aristagora non appena l'esercito persiano incominciò ad invadere la Ionia, riprendendosi così una città dopo l'altra. Fu la conclusiva battaglia di Lade nei pressi di Mileto nel 494 a.C. che pose fine una volta per tutte alla rivolta ionica.
Sebbene l'Impero persiano avesse il controllo ufficiale del popolo dei Cari, come satrapo, il governatore locale designato Ecatomno si avvantaggiò della sua posizione, guadagnando per la sua famiglia una gestione autonoma nel controllo delle province, fornendo comunque ai persiani il regolare tributo. Suo figlio Mausolo continuò su questa strada, espandendo l'eredità di suo padre. Per primo spostò la capitale ufficiale della satrapia da Milasa ad Alicarnasso, ottenendo un vantaggio navale strategico, poiché la sua capitale si trovava sul mare. Su questa terra costruì un'efficace fortezza e si dotò di una numerosa flotta navale. Egli accortamente usava il suo potere per garantire protezione ai cittadini di Chios, Cos, e Rodi non appena essi avessero proclamato l'indipendenza dagli ateniesi. Per buona sorte, Mausolo non visse tanto da vedere i suoi piani realizzarsi pienamente, e la satrapia passò alla sua vedova Artemisia. Il controllo locale sulla Caria rimase alla famiglia di Ecatomno per altri venti anni, prima dell'arrivo di Alessandro Magno.

### Periodo ellenistico

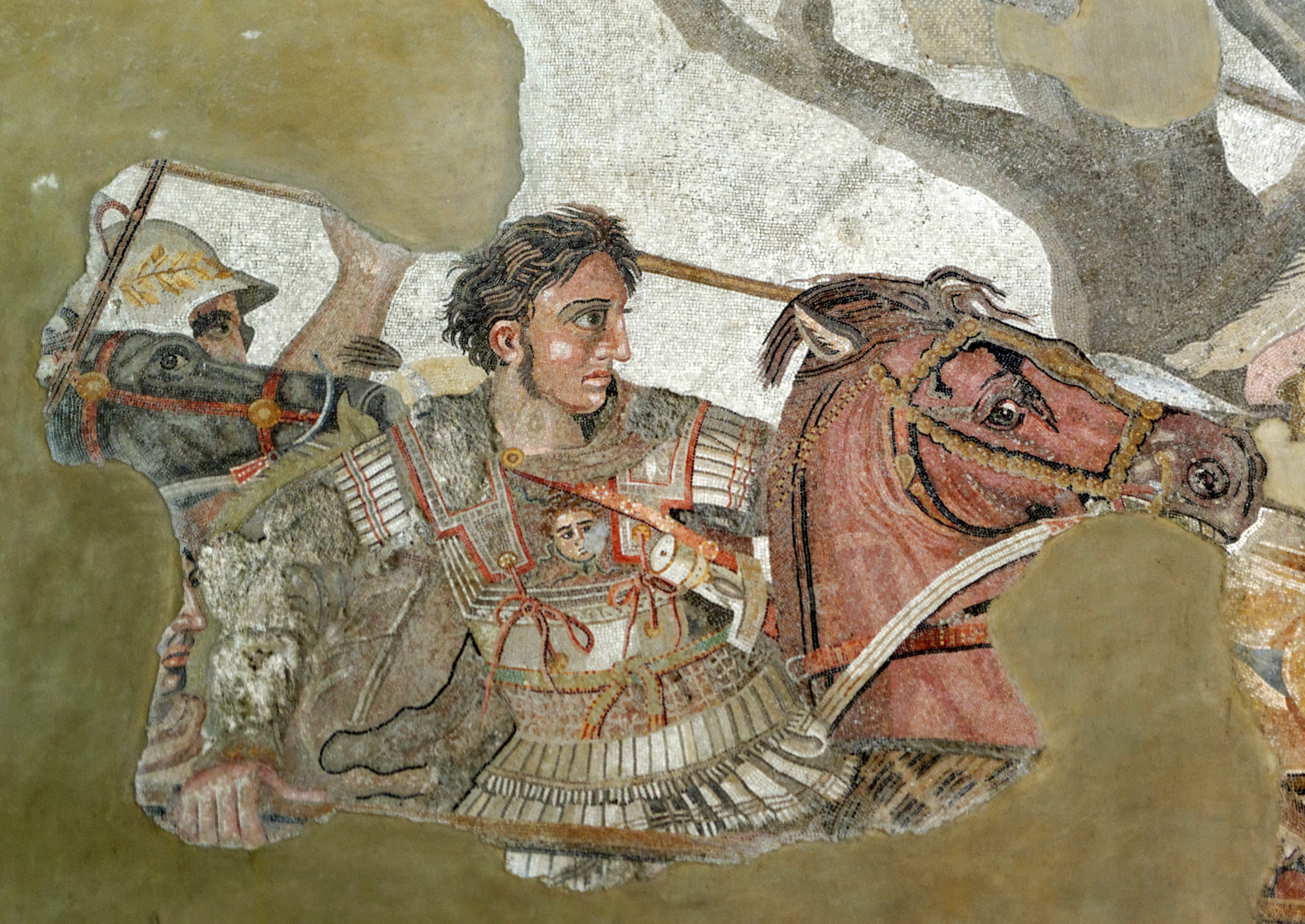
Alessandro prima della battaglia di Isso, la migliore rappresentazione della sua figura

#### Alessandro Magno
Nel 336 a.C. il re di Macedonia Filippo II di Macedonia venne inaspettatamente ucciso; succedette al trono suo figlio Alessandro, organizzando una forza armata abbastanza potente da fronteggiare i persiani, e raccogliendo una flotta sufficientemente grande onde prevenire ogni minaccia. Approdando sulle rive dell'Anatolia vicino a Sesto marciò nel 334 a.C. verso Gallipoli. Alessandro fronteggiò per la prima volta l'esercito persiano nei pressi del fiume Granico, riuscendo a sconfiggerli. Usando la vittoria come un trampolino per il successo, Alessandro volse la sua attenzione al resto della costa occidentale, liberando Lidia e Ionia in rapida successione. La caduta definitiva di Mileto, condusse Alessandro ad escogitare una brillante strategia per sconfiggere la flotta persiana: conquistare ogni città lungo il Mediterraneo. Avendo ridotto questa minaccia, riprese la strada per l'entroterra, attraverso Frigia, Cappadocia, e infine Cilicia, prima di giungere nei pressi dei Monti Amanos. Gli esploratori di Alessandro in avanscoperta individuarono l'esercito persiano, sotto il comando di Dario III, che avanzava attraverso le pianure di Isso. In quel momento, Alessandro si rese conto che il terreno favoriva la sua più piccola armata. Il re macedone diede così inizio alla battaglia di Isso, sconfiggendo e schiacciando l'esercito di Dario. Questa sconfitta imbarazzante fu aggravata dal fatto che il Re persiano fuggì attraverso l'Eufrate, lasciando il resto della sua famiglia nelle mani di Alessandro. L'Anatolia venne così liberata per sempre dal giogo persiano.

#### Guerre dei diadochi e divisione dell'impero di Alessandro
Nel giugno del 323 a.C., Alessandro morì improvvisamente, lasciando nella sua Macedonia, un vuoto di potere tale da mettere a rischio ogni sua conquista. Essendo il suo fratellastro Arrideo incapace a governare a causa della sua grave invalidità, si generarono una serie di scaramucce per vantare i diritti di successione all'impero, scaramucce note come le guerre dei diadochi. Perdicca, ufficiale di alto rango della cavalleria, e più tardi Antigono, il satrapo di Frigia, per un certo periodo prevalsero su tutti gli altri contendenti.
Tolomeo, il governatore d'Egitto, Lisimaco, e Seleuco, forti comandanti di Alessandro, consolidarono la loro posizione dopo la battaglia di Ipso, in cui Antigono, loro comune rivale, venne sconfitto. Per un certo periodo il precedente impero di Alessandro venne così suddiviso: a Tolomeo toccò il territorio nell'Anatolia meridionale, compreso l'Egitto e il Levante, che costituì l'impero tolemaico. Lisimaco controllava l'Anatolia occidentale e la Tracia, mentre Seleuco rivendicava il resto dell'Anatolia come impero seleucida. Soltanto il regno del Ponto sotto Mitridate I ottenne l'indipendenza grazie al fatto che Antigono fu uno loro comune nemico.

#### Impero seleucida

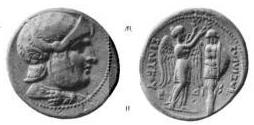
Seleuco I Nicatore, che diede il nome all'impero seleucida

Seleuco I Nicatore edificò la sua capitale in 12 anni, dal 299 a.C. al 287 a.C., città degna del personaggio, assegnandole il nome di Antiochia, dal nome di suo padre Antioco. Si impegnò anche a creare un grande esercito stanziale, dividendo l'impero in 72 satrapie. Dopo un inizio pacifico, Lisimaco e Seleuco nel 281 a.C entrarono in guerra. Seleuco riuscì a sconfiggere il suo precedente amico, conquistando il suo territorio grazie alla battaglia di Corupedio, ma venne poi assassinato a Lisimachia da Tolomeo Cerauno, futuro re di Macedonia.
Dopo la morte di Seleuco, l'impero si trovava a fronteggiare molti problemi sia interni che esterni. Antioco I respinse con successo un attacco dei Galli, ma potrebbe non sconfiggere il re di Pergamo Eumene I nel 262 a.C., garante dell'indipendenza di Pergamo. La prima moglie di Antioco II detto Theos, ovvero "divino", avvelenò sia il marito che la seconda moglie, Berenice Fernoforo, figlia di Tolomeo III Evergete. Dopo questa tragedia, il figlio di Antioco II, avuto dalla sua prima moglie, Seleuco II Callinico, finì per governare i seleucidi. Questa svolta di eventi spinse Tolemeo III ad invadere l'impero dando inizio, nel 245 a.C. alla III guerra siriana. Questa invasione condusse alla conquista di Antiochia e a Seleucia, consegnando, come regalo di nozze, le terre di Frigia a Mitridate II del Ponto.

#### Partia e Pergamo prima del 200 a.C.
Gli eventi nell'est mostravano la natura fragile dei seleucidi, come quando una rivolta nella Partia, partita dalla Battriana e iniziata dal suo satrapo Andragora nel 245 a.C., condusse alla perdita di un territorio confinante con la Persia. A ciò si somma, nel 238 a.C., un'improvvisa invasione dei nomadi Parni nella Partia settentrionale e la susseguente occupazione dell'intera Partia da parte di uno dei loro capi, Tiridate. Alla fine Antioco II Teo, sovrano dei seleucidi, non riuscì a domare la ribellione, questo condusse alla formazione di un nuovo regno, l'Impero dei Parti, sotto la sovranità del fratello di Tiridate, Arsace I. Al culmine della sua potenza la Partia si estendeva fino all'Eufrate.
Il regno di Pergamo sotto gli attalidi fu un regno indipendente, stabilito dopo il governo di Filetero da suo nipote Eumene I. Eumene allargò il regno di pergamo conquistando parte della Misia e dell'Eolide tenendosi strettamente legato ai porti di Elaia e Pitane. Attalo I, successore di Eumene I, rimase attivo fuori dai confini di Pergamo. Rifiutando di pagare il tributo per la protezione ai Galati, li sconfisse nel 230 a.C., mentre tre anni più tardi sconfisse anche Antioco Ierace, onde assicurarsi il controllo nominale sull'Anatolia sotto i seleucidi. La vittoria durò fino a che Seleuco III ristabilì il controllo del suo impero, ma permettendo ad Attalo di mantenere il controllo dei precedenti territori di Pergamo.
Le vicende di Attalo I rappresentano l'ultimo significativo successo in Anatolia dei seleucidi, prima dell'espansione dell'impero romano. Dopo quella vittoria, i discendenti di Seleuco non sarebbero più riusciti ad estendere il loro impero.

### Periodo romano

#### Intervento romano in Anatolia
Nella seconda guerra punica, Roma fu messa in seria difficoltà in Spagna, Africa, e Italia a causa delle impressionanti strategie Annibale. Quando, nel 215 a.C si alleò con Filippo V di Macedonia, Roma insieme alla lega etolica possedeva soltanto una piccola forza navale in grado di respingere Annibale ad est e prevenire l'espansione macedone nell'Anatolia occidentale. Attalo I di Pergamo, insieme a Rodi, cercarono di convincere i Romani che la guerra contro i macedoni era assolutamente necessaria. Tito Quinzio Flaminino, comandante dell'esercito romano, nel 197 a.C., non solo sconfisse completamente l'esercito di Filippo nella Battaglia di Cinoscefale, ma diede ulteriore speranza ai greci, quando proclamò l'autonomia della Grecia e delle città greche in Anatolia, secondo la volontà di Roma.

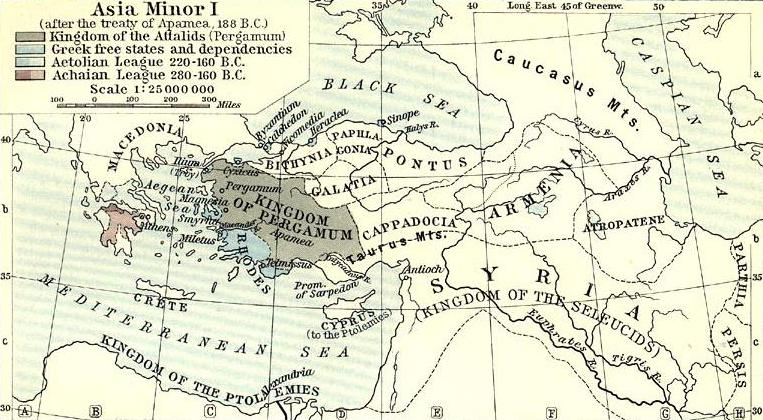
L'Anatolia dopo il trattato d'Apamea nel 188 a.C.

Durante il periodo immediatamente successivo alla vittoria romana, la lega etolica pretendeva parte del bottino rimasto come conseguenza della sconfitta di Filippo, e insinuava un'alleanza con Antioco III dei seleucidi pur di ottenerla. Nonostante le diffide fatte da Roma, Antioco lasciò la Tracia avventurandosi in Grecia, decidendo di allearsi con la lega etolica. Questo fu un atteggiamento intollerabile per Roma, che presto lo sconfisse duramente in Tessaglia, alle Termopili, prima che Antioco ritornasse in Anatolia nei pressi della città di Sardi. Unendo le sue forze con quelle dei romani, Eumene II di Pergamo, nel 189 a.C., fronteggiò Antioco nella battaglia di Magnesia. Qui Antioco venne falciato da un'intensa carica di cavalleria romana e da una manovra di accerchiamento da parte di Eumene.
A causa del trattato d'Apamea, proprio l'anno successivo, a Pergamo. vennero assegnate tutte le terre dei Seleucidi situate a nord della catena del Tauro, mentre il rimanente fu consegnato a Rodi. Questo apparente grande regalo avrebbe causato la caduta di Eumene come governatore effettivo, poiché dopo le vittorie di Pergamo su Prusia I di Bitinia e Farnace I del Ponto, Eumene stava troppo condizionando gli affari della Repubblica, allarmando il senato romano. Quando nel 184 a.C. Eumene soppresse un'invasione di galati., Roma replicò alla sua vittoria liberandoli, facendo così capire ad Eumene, di voler fermare le mire espansionistiche del governo di Pergamo.

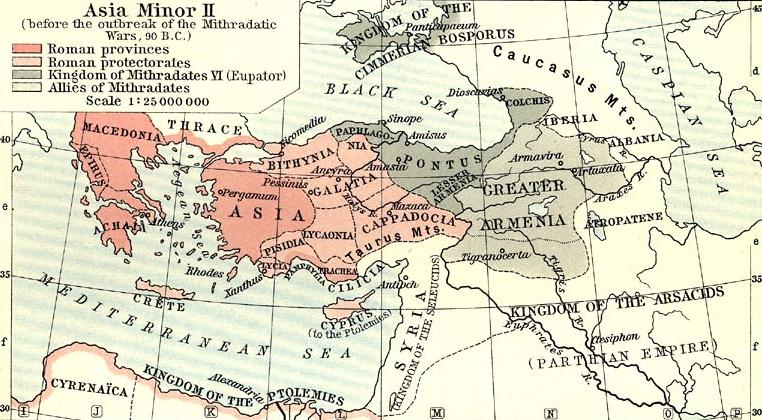
L'Anatolia prima della guerra mitridatica, 90 a.C.

L'interno dell'Anatolia rimase relativamente stabile fino al II secolo a.C., nonostante le incursioni occasionali di Galati, all'ascesa dei regni di Ponto e Cappadocia. La Cappadocia sotto Ariarate IV, inizialmente era alleata con i Seleucidi nella guerra contro Roma, ma presto il suo sovrano decise di rinforzare le relazioni con i romani tramite un matrimonio politico. Suo figlio, Ariarate V, continuò la politica di suo padre di alleanza con Roma partecipando nella battaglia contro Prusia I di Bitinia, quando, nel 131 a.C. morì. Il Ponto fu un regno indipendente fin dal governo di Mitridate, dal momento in cui la minaccia macedone era ormai superata. Nonostante i molti tentativi dell'impero Seleucida di sconfiggere il Ponto, l'indipendenza fu mantenuta. Quando Roma venne in contatto con il regno di Farnace I, un'alleanza venne formata per garantire protezione al regno. L'altro regno maggiore in Anatolia, la Bitinia, mantenne sempre buone relazioni con Roma, anche sotto l'odiato Prusia II di Bitinia, quando quelle relazioni vennero messe a dura prova.
L'Anatolia venne politicamente trattata dall'Impero Romano con i guanti di velluto, rispettando sia le autonomie locali che l'organizzazione territoriale. Il controllo dell'opposizione nella regione venne a semplificarsi con il lascito di Pergamo fatto ai romani dal suo ultimo re, Attalo III nel 133 a.C. Il nuovo territorio fu chiamato provincia d'Asia dal console romano Aquillio Manio il Vecchio.

#### Guerre mitridatiche

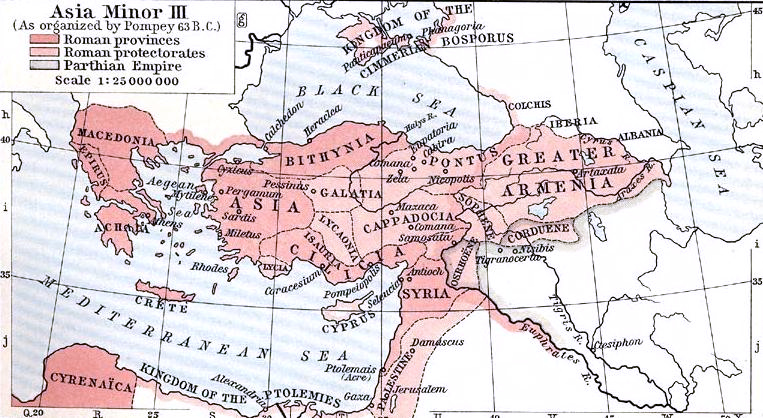
L'Anatolia come divisa da Pompeo, 63 a.C.

Nel 90 a.C. le guerre mitridatiche si sovrapposero al conflitto che invischiò Roma nella cosiddetta guerra sociale, contro i ribelli italici. Mitridate VI re del Ponto decise che era giunto il momento di intervenire in Anatolia mentre Roma era occupata con le sue problematiche interne, marciando attraverso la Bitinia, all'interno dell'Asia, persuase i greci ad uccidere quanti più italici fosse possibile, azione che ebbe luogo nel 88 a.C con i cosiddetti vespri asiatici. Nonostante la guerra civile che si scatenava nella stessa Roma, il console Cornelio Silla giunse in Anatolia per sconfiggere il re del Ponto. Silla lo sconfisse, lasciando a Mitridate il solo Ponto, come stabilito dal conseguente trattato di Dardano.
Nel 74 a.C., un altro regno anatolico passò sotto il controllo romano secondo le volontà di Nicomede IV di Bitinia che aveva stabilito dopo la sua morte tramite lascito testamentario, la cessione del regno sotto il dominio di Roma. La Bitinia divenne provincia romana, e Mitridate VI rivendicandone i territori la invase di nuovo nello stesso anno. Roma questa volta inviò il console Lucio Licinio Lucullo per riportare le province all'ordine. La spedizione ebbe esito positivo, anche se non definitivo, costringendo Mitridate ad una ritirata verso le regioni montuose interne.
Il definitivo tentativo di Lucio Licinio Lucullo di sbarazzarsi una volta per tutte di Mitridate, portò una forte opposizione al suo ritorno, alimentata anche dal grande console romano Pompeo. Inoltre la minaccia di attacchi di pirati nel Mar Egeo, spinse Pompeo, con grande dispendio di mezzi a disperderli e ad allontanarli verso la Cilicia. I poteri conferiti a Pompeo dopo il suo trionfo, gli permisero, non solo di respingere Mitridate completamente oltre il Bosforo, ma anche una parziale annessione della vicina Armenia. Alla fine, Mitridate nel 63 a.C. si suicidò, permettendo a Roma di fare del Ponto un protettorato che si aggiunse alla provincia romana di Cilicia, lasciando soltanto la Galazia, Pisidia e Cappadocia, tutte governate interamente da Aminta, ultimo regno rimasto senza uno status di protettorato o di provincia. Tuttavia, nel 25 a.C., Aminta morì mentre stava inseguendo truppe nemiche tra i monti del Tauro, così Roma rivendicò le sue terre come provincia, lasciando l'Anatolia completamente in mani romane.

#### Cristianità in Anatolia durante il periodo romano
Con il consolidamento di Roma in Anatolia la struttura religiosa della regione iniziò lentamente a cambiare. Nel 210 a.C. circa, Antioco III, sovrano dell'impero seleucide trasferì 2.000 famiglie ebraiche da Babilonia alla Lidia e alla Frigia. Questo tipo di diaspora continuò durante tutta l'esistenza dell'impero. La successiva fioritura della cristianità era evidente in Anatolia già all'inizio del I secolo. Le lettere di San Paolo nella Bibbia riflettono questa crescita, particolarmente nella provincia d'Asia. Da Efeso, dal 54 al 56, egli annotava che "tutti coloro che dimorano in Asia sentirono la parola" e menzionano l'esistenza della chiesa sia a Colossi sia nella Troade. Più tardi Pietro ricevette lettere sia da Magnesia che da Tralles, le quali lo informavano che avevano attive chiese, vescovi e rappresentanti ufficiali che sostenevano Ignazio di Siria . Dopo i riferimenti di San Paolo riguardo a queste istituzioni, l'Apocalisse di Giovanni menziona le sette Chiese dell'Asia: Efeso, Magnesia, Tiatira, Smirne, Filadelfia, Pergamo, e Laodicea. Anche diversa gente di fede non cristiana iniziò ad avere notizia della nuova religione. Nel 112 d.C. il governatore romano nella Bitinia scrisse all'imperatore romano Traiano riguardo al fatto che tanti popoli diversi si riversavano verso la cristianità, lasciando i templi vuoti.

#### Anatolia prima del IV secolo: pace e i Goti

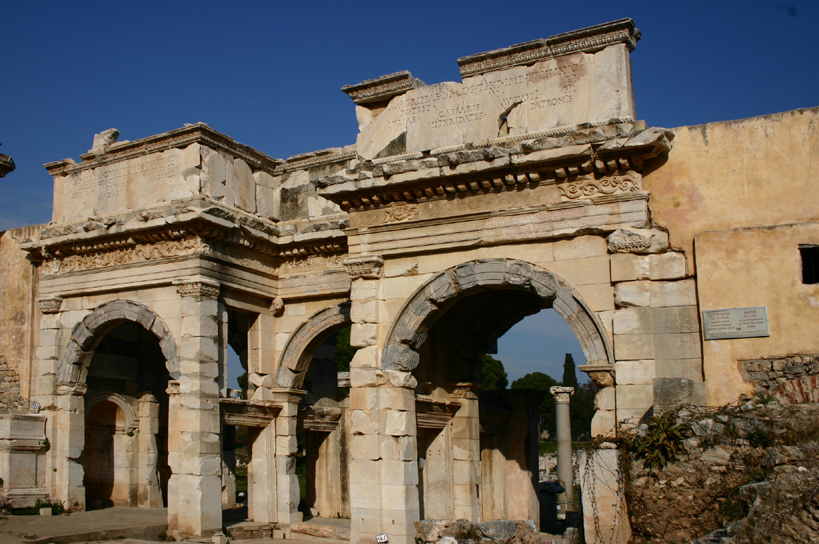
La porta di Augusto a Efeso, Turchia venne costruita in onore dell'imperatore Augusto e la sua famiglia. Essa conduceva alla zona commerciale dove avveniva la compravendita.

Dal governo di Augusto in poi fino a quello di Costantino I, l'Anatolia godette di una relativa pace che permise una buona crescita culturale ed economica della regione. L'imperatore Augusto, per agevolarne lo sviluppo, soppresse tutti i debiti delle province e protettorati dovuti all'impero romano. Vennero costruite strade per collegare le città più grandi allo scopo di migliorare il commercio e la deportazione, mentre l'abbondanza di prodotti di qualità nelle attività agricole consentivano un accumulo di ricchezze. L'insediamento venne incoraggiato, e i governatori locali non imponevano tasse troppo esose. Le ricchezze guadagnate in pace e prosperità presagivano grandi tragedie, come i potenti terremoti che sconvolgevano la regione. In quest'ambiente propizio venne ad operare la maggior parte degli uomini d'ingegno del tempo; il filosofo Dione Crisostomo di Bitinia, il medico Galeno di Pergamo, e gli storici Memnone di Eraclea e Cassio Dione di Nicea.
Nella metà del III secolo, ogni cosa costruita tramite la pace era minacciata da un nuovo nemico, i Goti. Poiché le incursioni nel Centro Europa attraverso Macedonia, Italia e Germania vennero tutte respinte con successo dai romani, i goti trovarono l'Anatolia un territorio interessante sia per le scarse difese che per le sue ricchezze. Con una flotta di navi catturata nel Bosforo e imbarcazioni a fondo piatto per attraversare il Mar Nero, navigarono nel 256 intorno al coste orientali, sbarcando nella città costiera di Trebisonda. Ciò che accadde fu di grande imbarazzo per il Ponto, la ricchezze della città vennero trafugate, un notevole numero di navi confiscate, così i Goti entrarono all'interno della regione, senza più uscirne. Con una seconda invasione dell'Anatolia attraverso la Bitinia, l'efferatezza dei Goti crebbe attraverso terrore e distruzioni. I "barbari" entrarono in Calcedonia, e la utilizzarono come base operativa per le loro incursioni, saccheggiando, Nicomedia, Prusa, Apamea, Cio, e Nicea. Soltanto il sopraggiungere della stagione invernale impediva loro di fare ulteriori danni. I Goti condussero un terzo attacco, non solo lungo la linea costiera anatolica occidentale, ma anche in Grecia e Italia. Nonostante i romani con l'imperatore Valeriano riuscissero alla fine a respingerli, i Goti non esitarono a distruggere per la prima volta il tempio di Diana ad Efeso e la città stessa nel 263.

## Impero bizantino

### Creazione dell'impero bizantino

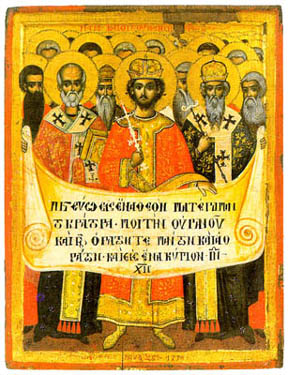
Un'icona rappresentante Costantino come un santo e altri personaggi a Nicea, nel 325, con il credo niceano.

L'Impero romano era in costante instabilità, in quanto era impossibile gestirlo e garantire la sicurezza dei suoi confini a causa della sua immensa estensione territoriale. Dopo la salita al potere, l'imperatore Costantino, nel 330, prese un'importante decisione: spostare la capitale da Roma ad una nuova. Scelse per questo ruolo la vecchia città di Bisanzio, che rinominò Costantinopoli, e la fece riedificare dalle fondamenta, oltre a fortificarla e in modo da assicurare una difesa adeguata all'intera regione. Ciò che aggiunse prestigio alla città fu il favore concesso al Cristianesimo. Costantino permise ai vescovi e ad altre figure religiose di svolgere mansioni di governo nell'impero, e intervenne personalmente al primo concilio di Nicea onde dimostrare la sua lealtà.
Nel corso dei successivi quarant'anni dopo la morte di Costantino - avvenuta nel 337 - prese avvio tra i suoi discendenti una lotta per il controllo dell'impero. I suoi tre figli, Costantino II, Costante I, e Costanzo II erano incapaci a coesistere pacificamente sotto un governo unito, per cui alla fine fecero ricorso a mezzi violenti pur di far valere il loro desiderio di potere. Alla fine Costante I uccise Costantino II vicino ad Aquileia, ma fu presto rimosso, e lui stesso venne ucciso dal suo proprio esercito. Costanzo II rimase allora come il solo imperatore dei bizantini, ma anche lui non sarebbe durato a lungo. Nonostante sostenesse suo cugino Giuliano, come comandante delle legioni in Gallia, Giuliano fu costretto presto dagli eventi ad ignorare gli ordini di Costantino e di muovere verso est con i suoi eserciti per dirigersi verso Costantinopoli per richiedere la porpora imperiale. La morte di Costanzo II a Tarso, nel 361, non provocò spargimenti di sangue. Giuliano non sopravvisse che pochi anni. In quel periodo tentò di ripristinare il culto del paganesimo. Anche sul suo letto di morte venne supposto che avesse detto, "Tu hai vinto, Galileo.", un riferimento al cristianesimo che lo ha superato.
La minaccia di un'invasione barbarica e i suoi effetti sull'impero romano occidentale si concentrarono di nuovo a est. Dopo un breve governo dell'imperatore Gioviano e uno unificato di entrambi gli imperi di Valentiniano II a ovest e Valente a est, il giovane imperatore Graziano fece una scelta che si sarebbe rivelata ben azzeccata: Nominò come co-imperatore il suo generale favorito, Teodosio I, conferendogli l'autorità su tutti i domini dell'impero bizantino nel 379. Questa decisione sarà alquanto positiva per la continuazione del suo dominio di recente conquistato, per cui immediatamente Teodosio I si prodigò a guarire le fratture religiose emerse durante i periodi incerti dell'anno passato. La pratica dell'arianesimo e i riti pagani vennero aboliti, e i fondamenti disposti da Costantino a Nicea vennero ristabiliti per legge. Nel 395, l'anno in cui l'impero romano venne ufficialmente diviso a metà Teodosio, definito in modo idoneo "il Grande", morì, lasciando l'impero ai suoi due figli: quello occidentale a Onorio, quello orientale ad Arcadio.

### L'impero bizantino al suo apice

La themata dell'impero bizantino alla morte di Basilio II nel 1025.

Giustiniano I contribuì ad espandere l'impero bizantino, anche se contemporaneamente dilaniato da pressioni sia interne sia esterne.
Durante la sua reggenza fece riedificare in forma decisamente più grandiosa ed artisticamente elaborata le due basiliche principali di Costantinopoli, ovvero La Divina Sapienza e la Basilica dei Santi Apostoli, oggi non più esistente. Entrambe edificate ai tempi di Costantino, furono rase al suolo e ricostruite dalle fondamenta per volere di Giustiniano.
L'increscioso episodio della Rivolta di Nika avvenne durante il regno di Giustiniano, come anche la lunga e durissima Guerra greco-gotica per la riconquista dell'Italia agli ostrogoti, che insieme alla Peste di Giustiniano lascerà spossato l'impero Romano d'oriente.
Giustiniano oltretutto convolò a nozze con Teodora, nozze che furono molto malviste in ambiente ecclesiastico sia per la provenienza sociale della moglie - era infatti una cantante, professione ai tempi considerata affine a quella di prostituta - sia perché Teodora era seguace della confessione cristologica monofista, avversata da più di un secolo dalla chiesa greca e considerata eretica in base alle decisioni del Concilio di Calcedonia del 451.
Teodora fu accusata di manipolare Giustiniano per favorire l'espansione della confessione monofisita.

### Intervento persiano
I persiani anticipavano una nuova minaccia che stava per entrare in scena: gli arabi.
Cosroe II dei Persiani Sasanidi attaccò l'impero Romeo dando inizio a una delle guerre dalle conseguenze più significative della storia del Medio Oriente e del Mediterraneo: con il pretesto della deposizione dell'imperatore Maurizio da parte dell'usurpatore Foca, lo scià di Persia dichiarò l'ultima Guerra romano-persiana della storia.
Tale guerra, che si risolverà in una Vittoria di Pirro dei Bizantini sotto Eraclio I nel 628, costò ai due imperi la quasi interezza dell'esercito e delle risorse finanziarie, e all'impero Sasanide costò anche la stabilità interna.
Della gran debolezza in cui versavano i due grandi potentati mediorientali approfitteranno pochi anni dopo gli Arabi Rashidun.

### Conquista araba e minacce
Gli attacchi arabi condotti attraverso l'impero ne ridussero significativamente il territorio rispetto ai tempi di Giustiniano.
A seguito della Battaglia dello Yarmuk gli arabi ebbero la via libera per la conquista della Grande Siria e dell'Egitto, conquista che sarà facilitata dagli abitanti autoctoni di queste province meridionali bizantine, vessati da una tassazione esagerata e culturalmente oppressi dal Patriarcato di Costantinopoli che aveva dichiarato eretiche le loro dottrine cristologiche nel 451, alienandosi culturalmente tali abitanti Copti e Siriaci, che non provavano più alcuna simpatia nei confronti di una sede Imperiale vista come straniera, lontana e tirannica.
Con la perdita delle province meridionali, l'impero Romeo fu privato della sua più grande fonte di ricchezze e di grano (l'Egitto è stato per secoli il più grande produttore di grano del mondo).
Mentre l'impero riuscirà a riconquistare la ricca costa Siriana fino al Nahr el Kebir - attuale confine tra Siria e Libano - sotto la dinastia Macedone, non riuscirà mai più a riottenere il controllo sul resto della Grande Siria e l'intero Egitto, aree in cui la cultura Ellenistica fu padrona dai tempi di Alessandro Magno.
Riuscirà invece a impedire agli arabi la conquista dell'Anatolia, che passerà in mano islamica solo secoli dopo, ma con un popolo non arabo: i turchi.

## Periodo selgiuchide (1071-1299)
Nell'XI secolo iniziò la conquista dell'Anatolia da parte dei Turchi con la fondazione del Sultanato di Rûm o sultanato di Iconio 
La colonizzazione turca dell'Anatolia iniziò a partire dal 1071, anno della Battaglia di Manzicerta. Con questa battaglia il sultano selgiuchide Alp Arslan inflisse una dura sconfitta ai Romei, che pochi anni prima avevano completamente disfatto - ad opera di Costantino X Ducas - il sistema difensivo dei Themata Anatolici, affidato a piccoli proprietari terrieri e imprenditori locali, per sostituirlo con un costosissimo e poco efficiente esercito di mercenari. Alla notizia falsa della morte dell'imperatore Romano Diogene diffusa sul campo dal suo avversario politico Andronico Ducas, metà dell'esercito Romeo abbandonò il campo a seguito di Andronico. Con ogni probabilità la battaglia sarebbe stata vinta dai Romei se metà dell'esercito non fosse fuggita. L'imperatore non era morto, e anzi fu trattato con rispetto dal sultano Alp Arslan, che lo liberò in seguito ad un riscatto.
Si avvertirono anche altre influenze di turchi persianizzati Selgiuchidi, Beilikati anatolici, Mongoli e dell'Ilkhanato mongolo.
Molto poco si conosce di questa regione nel XII secolo. L'Asia Minore orientale era effettivamente divisa in due principati, Erzinjan e Erzurum, governati dalla dinastia saltukide. Baiju soggiogò i Selgiuchidi nel 1243, e, ricevuto l'ordine da Hulegu, mosse, nel 1256 verso il centro dell'Anatolia con i suoi guerrieri. Nel 1260, i mongoli esercitarono un potere reale sull'Anatolia.L'ultimo governatore mongolo di Rum (1323-1335) appartenne alla dinastia eretnide, così chiamati a causa del nome di un ufficiale di origine Uigura.

### Le crociate e i loro effetti
Le Crociate nate per riconsegnare alla cristianità ortodossa i territori sottrattile dai Selgiuchidi furono devastanti per l'impero bizantino, causandone il crollo definitivo. Difatti con la quarta crociata i franchi e i veneziani saccheggiarono Costantinopoli riducendo l'impero bizantino a un debole fantasma di sé stesso e aprendo la strada ai turchi ottomani per la conquista di Costantinopoli.
Con l'Assedio di Ma'arrat al-Nu'man i Crociati franchi si diedero ad abominevoli violenze sulla popolazione locale islamica e monofisita, arrivando a uccidere, cuocere e mangiare bambini autoctoni come riportato sia da cronisti arabi sia dal cronista franco cattolico Radulfo di Caen.
Quest'increscioso avvenimento inimicò ancora di più i cristiani ortodossi orientali a quelli cattolici, e diffuse in oriente il mito dei franchi mangiatori di bambini, mito ancora oggi diffuso presso i turchi e gli arabi mediorientali.

### Stati successivi alla separazione e la caduta
Dopo il saccheggio di Costantinopoli, i crociati fondarono un Impero Latino che durerà 50 anni. I Romei rimasti si riorganizzarono in tre imperi minori, tutti e tre con pretese di rifondazione dell'impero Bizantino:
- L'impero di Trebisonda nel Ponto, sulla costa settentrionale dell'Anatolia.
- Il despotato dell'Epiro, nell'attuale costa occidentale Greca e Albanese.
- L'impero di Nicea, nell'Anatolia occidentale.

Quest'ultimo riuscirà a riconquistare Costantinopoli strappandola ai cattolici nel 1261, ma il rinato impero Bizantino era ormai più simile ad un regno Greco di ambizioni non più che regionali, più che il grande impero universale che era stato fino a pochi secoli prima. In quest'ultima fase l'impero Bizantino sarà sempre costretto sulla difensiva in quanto il suo esercito era ormai di dimensioni esigue e soprattutto il mezzo secolo di Francocrazia - come i Greci ancora oggi chiamano l'impero Latino - aveva svuotato Costantinopoli delle sue ricchezze, che erano state rivendute in Europa occidentale, privando i Romei di denaro prezioso per il pagamento degli eserciti di cui tanto aveva bisogno.
Nel frattempo in Anatolia proseguiva la turchizzazione della popolazione greca, cosa che l'impero Bizantino non riuscirà più ad arrestare.

## Osman e l'impero ottomano (1299-1922)
Nel contesto della travolgente espansione eurasiatica dell'impero Mongolo, molte tribù di turcomanni fuggirono dall'Asia centrale dai Mongoli per rifugiarsi nell'Anatolia turca, combattendo per i piccoli potentati locali discendenti del Sultanato di Iconio, ormai decaduto. Una di queste tribù era la tribù Kayı, guidata da Ertuğrul, che si stabilì a Söğüt. Il figlio di Ertugrul fu Osman I, fondatore della dinastia che prese il suo nome, gli Ottomani. Con il passare del tempo, il piccolo principato ottomano crebbe sempre più, fino a sbarcare al di là dei Dardanelli e a conquistare Adrianopoli. Nel mentre, gli ottomani assorbirono sempre più principati turchi, accrescendo la propria ricchezza e la propria potenza militare, con cui poterono sfidare i residui dell'impero Bizantino, governato dalla dinastia Paleologa.
La conquista ottomana dell'Anatolia terminò nel 1453 con la presa di Costantinopoli, l'attuale Istanbul. La città era un vero e proprio crogiolo multi religioso, Giudaismo, Cristianesimo ed Islam. In particolare, molti ebrei, nel 1492, espulsi dalla Spagna e dal Portogallo emigrarono a Costantinopoli.

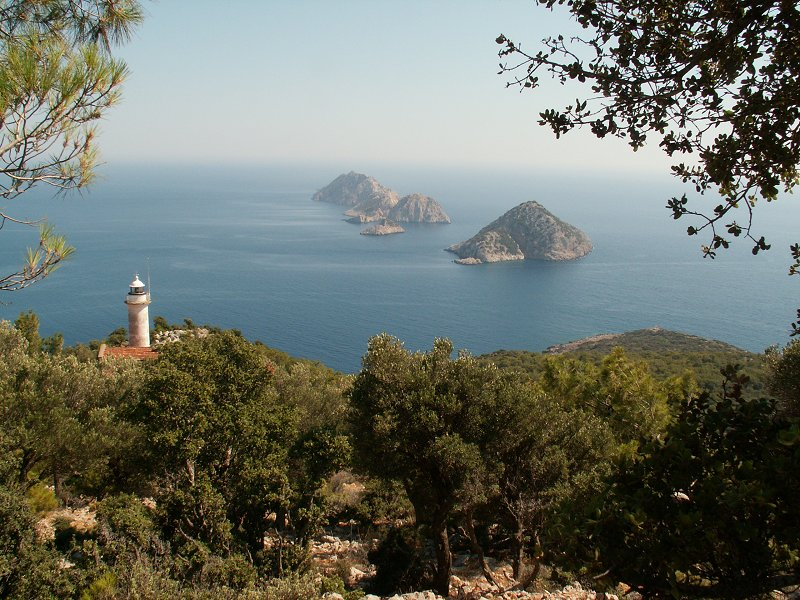
Anatolia meridionale (panorama)

L'Anatolia rimase multietnica fino all'inizio del XX secolo. I suoi abitanti appartenevano a diverse etnie, che comprendevano turchi anatolici, armeni, curdi, greci, turchi azeri, francesi e italici: in particolare genovesi e veneziani. Nel periodo finale del Sultanato ottomano le tensioni etniche devastarono l'Anatolia, e a queste seguì il disastro della prima guerra mondiale, che condusse al collasso l'impero ottomano. Nel contesto dei trattati di pace successivi alla Grande Guerra, le potenze vincitrici imposero all'impero Ottomano il Trattato di Sèvres, che riduceva l'area abitata da Turchi anatolici a una zona equivalente all'incirca a un quarto dell'attuale Repubblica di Turchia. Questo trattato cedeva ingenti porzioni di territorio ottomano alla Francia, all'Inghilterra, all'Italia, al Regno di Grecia, alla Prima repubblica Armena e ad un possibile Stato Curdo. Un gruppo di nazionalisti turchi, guidati dal pascià (generale) Mustafa Kemal, si ribellò a queste condizioni da loro ritenute inaccettabili, riuscendo a sconfiggere i Greci durante la Guerra greco-turca, chiamata in Turchia "Guerra d'indipendenza turca". Le potenze alleate, prostrate dalla prima guerra mondiale, non avevano intenzione di gettarsi in una nuova guerra e non combatterono a fianco della Grecia in una guerra che a loro sembrava fare solamente gli interessi dei nazionalisti greci secondo gli ideali della Grande Grecia. Sconfitta la Grecia, Mustafa Kemal Paşa impose un nuovo trattato alle potenze alleate - il Trattato di Losanna - che definì i confini dell'impero Ottomano che rimangono invariati ancora oggi. Mustafa Kemal assunse poi il nome di Atatürk - padre dei Turchi -, spostò la capitale da Istanbul ad Ankara, sede della resistenza nazionalista all'invasione greca, dichiarò decaduti il sultanato e il Califfato, e inaugurò la Repubblica di Turchia il 24 luglio 1923.

## Turchia moderna (dal 1922 al presente)
La Repubblica di Turchia venne fondata il 29 ottobre del 1923, guidata da Mustafa Kemal Atatürk. L'obbiettivo principale del nuovo presidente fu l'occidentalizzazione dell'impero. La struttura secolare del governo venne completamente riformata, il fez ottomano abolito, furono stabiliti pieni diritti politici per le donne, e soprattutto la significativa creazione di una nuova lingua basata sull'alfabeto latino. Questa lingua risulta molto più "pura" rispetto alla precedente Lingua turca ottomana, che aveva la gran parte del lessico costituita da prestiti arabi e persiani.

### Fonti primarie
- Appiano. Storia di Roma: le guerre siriane.
- Erodoto. I libri di Erodoto.

### Fonti secondarie

#### Libri
- (EN)  Bevan, Edwyn Robert (1902). La Casa di Seleuco. E. Arnold.
- (EN)  Botsford, George Willis (1922). Storia ellenica. The Macmillan Company.
- (EN)  Bury, John Bagnell (1913). Una storia greca alla morte di Alessandro Magno. Macmillan.
- (EN)  Duncker, Max (1879). La storia dell'antichità, Volume III. Richard Bentley & Son.
- (EN)   Charles Freeman, Egitto, Grecia e Roma: Civiltà dell'antico Mediterraneo, Oxford University Press, 1999, ISBN 0-19-872194-3.
- (EN)  Gibbon, Edward (1952). Declino e caduta dell'Impero Romano. William Benton.
- (EN)  Hawkins, John David (2000). Corpus di iscrizioni geroglifiche luvie. Walter de Gruyter. ISBN 3-11-014870-6.
- (EN)  Herbermann, Charles George (1913). L'Enciclopedia Cattolica. Robert Appleton Co.
- (EN)  Hornblower, Simon; Antony Spawforth (1996). The Oxford Classical Dictionary. Oxford University Press.
- (EN)  Kinross, John (2001). Atatürk: una biografia di Mustafa Kemal, Fpadre della moderna Turchia. Phoenix Press. ISBN 1-84212-599-0.
- (EN)  Mommsen, Theodor (1906). La storia di Roma: le province, da Cesare a Diocleziano. Charles Scribner's Sons.
- (EN)  Ramsay, W.M. (1904). Le lettere alle Sette Chiese d'Asia. Hodder & Stoughton.
- (EN)  Rawlinson, George (1900). Storia antica: dai primi tempi della alla caduta dell'impero occidentale. The Colonial Press.
- (EN)  Saggs, H.W.F. (2000). Babilonesi. University of California Press. ISBN 0-520-20222-8.

#### Articoli su internet
- (EN)  Encyclopaedia Britannica Online, Le leggende e la realtà riguardo a Re Mida.
- (EN)  Jona Lendering, Partia. Consultato il 16-10-2007.
- (EN)  J.D. Hawkins, Evidenza dai documenti ittiti. Consultato il 18-10-2007.
- (EN)  Garance Fiedler, Frigia. Consultato il 19-10-2007.
- (EN)  Science Daily (18 giugno 2007), Gli antichi etruschi erano immigranti provenienti dall'Anatolia, ovvero ciò che adesso è la Turchia. Consultato il 18-10-2007.